# 依鳳·蕾菲布
依鳳·蕾菲布（法語：Yvonne Lefébure，1898年6月29日—1986年1月23日），法國的鋼琴演奏家與音樂教育家，師承科尔托，為20世紀的法國鋼琴家代表之一。其演奏具有明晰的觸鍵、響亮的音色、豐富的情感表現等特点。
由於蕾菲布畢生奉獻於音樂教育事業，兼以第二次世界大戰的紛擾中斷了她的音樂生涯，而使她較少有現場演出與錄音傳世，後人難以對其真正的演奏實力給予精確的評價，僅能從她在晚年的錄音之中略見一斑。其門下子弟包括桑松·弗朗索瓦、迪努·李帕蒂、讓-馬克·維利、伊莫珍·庫柏等人。

## 生平
蕾菲布在4歲時就展露了對於鋼琴的驚人天分，與對於鋼琴的熱情。她在年幼就寧願選擇練鋼琴而不與學校同學出去玩。年輕的瑪格麗特·朗驚豔於蕾菲布的潛力，而努力遊說她的父母要將她送去音樂學校深造。八歲時她由阿尔弗雷德·科尔托推薦進入巴黎音樂學院就學，除了跟隨莫里斯·埃马努埃尔與夏爾-瑪麗·魏多等老師學習音樂理論與對位法外，她也是科尔托的私塾子弟。入學1年，蕾菲布就與另一位天才音樂少女，小提琴家Jeanne Gautier，聯手獲得兒童競賽的金牌獎。在12歲的時候，蕾菲布以貝多芬第二十三號鋼琴奏鳴曲「熱情」的演奏，獲得科尔托大師班的首獎，旋即，她就獲得第一次公演的機會。在卡米耶·舍維拉爾指揮的拉穆勒管弦樂團下，蕾菲布以聖桑的第五號鋼琴協奏曲技驚四座。
蕾菲布的演奏風格強勁而多彩，很快她就發現：她的年輕老師瑪格麗特·朗教她的彈琴技法是與她心中想要的音樂表現相衝突的。這迫使蕾菲布必須重頭開始練起，尋找自己的道路。而在這摸索過程的期間，也多少催化她未來投注在鋼琴教學與音樂教育上的比重。她在26歲那年成為科尔托的助手，後來成為音樂教授。而在第二次世界大戰期間，由於她拒絕赴德國演奏，也拒絕在被佔領的巴黎演奏，因此避居南法。患難時一家人與帕烏·卡薩爾斯為親密好友。1950年卡薩爾斯也邀請蕾菲布參加第一屆帕乌·卡萨尔斯音乐节。1952年蕾菲布被任命為巴黎音樂學院的老師，第一年她所帶的七名學生都獲得首獎的榮譽，是一項難得的成就。
蕾菲布在1967年離開巴黎音樂學院，而她的教學與演奏生涯並未因此中斷。直到1979年，與她鶼鰈情深的夫婿Freddy Goldbeck過世，沈痛的她自此不再进行公開演出，而僅配合留下一些錄音資料。蕾菲布在1986年過世，享年88歲。

## 風格與技術特點
蕾菲布成名甚早，她的母親卻不因此濫用她的天賦，反而更嚴格要求她的女兒學習作曲、和聲、對位、賦格、與鋼琴伴奏。皆以第一名完成課程。她特別喜歡伴奏的課程，尤其是彈奏將管弦樂曲改編成鋼琴演奏的曲子。事實上，蕾菲布也在鋼琴曲子裡追求管弦樂般的豐富音色。這讓她的演出不像是一位女性鋼琴家。她自承自己的演奏風格像男性鋼琴家，偏好宏大的表現，充滿爆發力的彈奏。而除了男性般鼓足勁道的響亮音色外，蕾菲布在音樂理論紮下的深刻基礎，也使她在處理樂曲時，像是一個無微不至的指揮家，十分敏感於每一個音符的色彩控制、和聲細微的變化與整體音響結構的豐富表現。她的細膩，並不是出於女性特質的細膩，而是出於管弦樂語法式的細膩，而蕾菲布自己也曾表示過，如果她是生為男性，她一定會成為指揮家。
加布里埃爾·佛瑞曾經稱讚蕾菲布是為演奏貝多芬而生的，蕾菲布也最喜歡貝多芬的鋼琴作品，她將這些曲子當作是管弦樂般地演奏，是音樂會裡的經常曲目。她也擅長巴赫、法國音樂家的鋼琴曲目與早期浪漫樂派的作品。